# Formação Adamantina
A Formação Adamantina é uma formação geológica localizada nos estados de São Paulo, Minas Gerais, Goiás e Mato Grosso do Sul. 
È constituída por arenitos finos, siltitos e argilitos dispostos em camadas de aspecto maciço ou plano-paralelos, e estratificações cruzadas de pequeno e médio porte. Correspondem à porção inferior da Bacia Bauru, Cretáceo Superior e tem ampla distribuição no oeste e noroeste do estado de São Paulo e oeste de Minas Gerais,  representando  nessas regiões um rico jazigo fossilífero com uma fauna de vertebrados e invertebrados bastante diversificada, representada por crocodilianos, quelônios, dinossauros -incluindo aves- peixes, anfíbios, lagartos, moluscos e microfósseis. Seu ambiente deposicional refletiria um sistema flúvio-lacustre, sob regime de clima quente e sêco, e fases de maior umidade que contribuíram para a preservação dos restos de organismos.

## Paleofauna
| Crocodylomorpha   | Crocodylomorpha               | Crocodylomorpha | Crocodylomorpha           | Crocodylomorpha |
| Família           | Espécie                       | Localização     | Idade                     | Imagens         |
| ----------------- | ----------------------------- | --------------- | ------------------------- | --------------- |
| Baurusuchidae     | Aplestosuchus sordidus        |                 | Turoniano-Santoniano      |                 |
| Baurusuchidae     | Baurusuchus albertoi          |                 | Turoniano-Santoniano      |                 |
| Baurusuchidae     | Baurusuchus pachechoi         |                 | Turoniano-Santoniano      |                 |
| Baurusuchidae     | Baurusuchus salgadoensis      |                 | Turoniano-Santoniano      |                 |
| Baurusuchidae     | Campinasuchus dinizi          |                 | Turoniano-Santoniano      |                 |
| Baurusuchidae     | Gondwanasuchus scabrosus      |                 |                           |                 |
| Baurusuchidae     | Pissarrachampsa sera          |                 |                           |                 |
| Baurusuchidae     | Stratiotosuchus maxhechti     |                 | Campaniano-Maastrichtiano |                 |
| Goniopholididae   | Goniopholis paulistanus       |                 | Kimmeridgiano-Berriasiano |                 |
| Itasuchidae       | Roxochampsa paulistanus       |                 | Maastrichtiano            |                 |
| Notosuchidae      | Brasileosaurus pachecoi       |                 | Maastrichtiano            |                 |
| Notosuchidae      | Mariliasuchus amarali         |                 | Santoniano-Maastrichtiano |                 |
| Notosuchidae      | Mariliasuchus robustus        |                 | Santoniano-Maastrichtiano |                 |
| Notosuchidae      | Morrinhosuchus luziae         |                 |                           |                 |
| Peirosauridae     | Montealtosuchus arrudacamposi |                 | Turoniano-Santoniano      |                 |
| Peirosauridae     | Pepesuchus deiseae            |                 | Campaniano-Maastrichtiano |                 |
| Sphagesauridae    | Adamantinasuchus navae        |                 |                           |                 |
| Sphagesauridae    | Armadilosuchus arrudai        |                 | Campaniano-Maastrichtiano |                 |
| Sphagesauridae    | Caipirasuchus paulistanus     |                 | Turoniano-Santoniano      |                 |
| Sphagesauridae    | Caryonosuchus pricei          |                 |                           |                 |
| Sphagesauridae    | Sphagesaurus huenei           |                 |                           |                 |
| Sphagesauridae    | Sphagesaurus montealtensis    |                 |                           |                 |
| Trematochampsidae | Barreirosuchus franciscoi     |                 | Turoniano-Santoniano      |                 |

| Dinosauria      | Dinosauria                  | Dinosauria  | Dinosauria           | Dinosauria |
| Subordem        | Espécie                     | Localização | Idade                | Imagens    |
| --------------- | --------------------------- | ----------- | -------------------- | ---------- |
| Theropoda       | Pycnonemosaurus nevesi      |             | Maastrichtiano       |            |
| Sauropodomorpha | Adamantisaurus mezzalirai   |             |                      |            |
| Sauropodomorpha | Aeolosaurus maximus         |             |                      |            |
| Sauropodomorpha | Antarctosaurus brasiliensis |             |                      |            |
| Sauropodomorpha | Brasilotitan nemophagus     |             | Turoniano-Santoniano |            |
| Sauropodomorpha | Gondwanatitan faustoi       |             |                      |            |
| Sauropodomorpha | Maxakalisaurus topai        |             |                      |            |

| Squamata | Squamata               | Squamata    | Squamata             | Squamata |
| Subordem | Espécie                | Localização | Idade                | Imagens  |
| -------- | ---------------------- | ----------- | -------------------- | -------- |
| Iguania  | Brasiliguana prudentis |             | Turoniano-Santoniano |          |